# 29th Regiment of Light Dragoons
Das 29th Regiment of (Light) Dragoons war ein Kavallerieregiment der britischen Armee, das von 1795 bis 1819 bestand.

## Geschichte
Während der Ersten Koalitionskriegs wurde das Regiment am 25. März 1795 in Nottingham aufgestellt. Es war bei Gründung zum Dienst in Indien bestimmt.
Das Regiment wurde im Sommer 1795 bei der britischen Intervention bei der Haitianische Revolution in Saint-Domingue. Es war 1797 auf Barbados stationiert und traf nach einem Aufenthalt in der Kapkolonie im selben Jahr in Indien ein. Nach Auflösung des 22nd, 23rd, 24th und 28th Regiment of (Light) Dragoons wurde das Regiment im Januar 1803 zum 25th Regiment of (Light) Dragoons umnummeriert. Das Regiment kämpfte in Indien zwischen 1803 und 1805 im Zweiten Marathenkrieg – für seine dortigen Verdienste in der Schlacht von Laswari (1. November 1803) wurde ihm als Battle Honour ein Elefanten-Abzeichen mit der Aufschrift Leswaree verliehen. Abteilungen des Regiments nahmen 1810 an der Einnahme von Mauritius und 1811 an der Einnahme der niederländischen Besitzungen auf Java entsandt.
1819 erhielt das Regiment den Befehl, sich aufzulösen, und die überwiegende Mehrheit seiner Soldaten wurde zu anderen in Indien stationierten Regimentern versetzt, darunter das 13th und das 22nd Regiment of (Light) Dragoons. Das verbliebene Regiment wurde schließlich am 24. November 1819 in Chatham, Kent, aufgelöst.

## Regimental Colonels
Colonel of the Regiment waren:
- 1795–1797: General Francis Augustus Eliott, 2. Baron Heathfield (1750–1813)
- 1797–1804: General Richard Vyse (1746–1825)
- 1804–1813: General Richard Rich Wilford (um 1754–1822)
- 1813–1819: General Charles Vane, 3. Marquess of Londonderry (1778–1854)